# Ahmed Yesevi

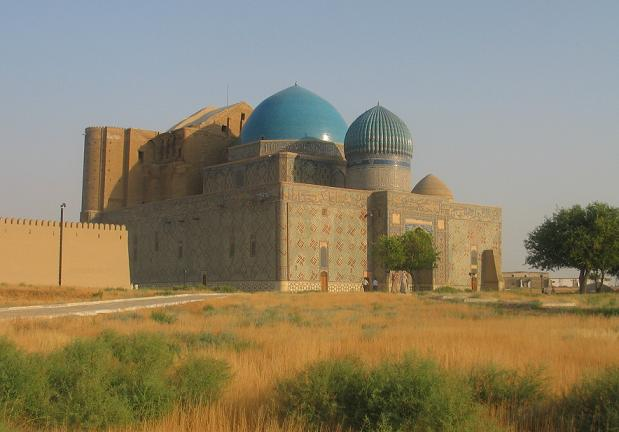
Ahmet-Yesevi-Mausoleum in Kasachstan

Chodscha Ahmed Yesevi (kasachisch Ахмет Ясауи Achmet Jasawi, türkisch Hoca Ahmet Yesevi, usbekisch Аҳмад Ясавий Ahmad Yasaviy, turkmenisch Ахмет Ясавы Ahmet Ýasawy, arabisch خوجة أحمد يسوي, DMG Ḫūǧa Aḥmad Yasawī, persisch خواجه احمد یسوی, DMG Ḫwāǧa Aḥmad-i Yasawī; * etwa 1100 in Sayram; † 1166 in Yasi im heutigen Kasachstan) war ein bedeutender Vertreter des Sufismus (islamische Mystik) und Dichter. Auf ihn geht die Yesevi-Tariqa zurück. Im Jahr 2003 wurde eine Sammlung von Dokumenten des Chodscha Ahmed Yasavi von der UNESCO zum Weltdokumentenerbe erklärt.
Nach ihm ist die Ahmed-Yesevi-Universität in Kasachstan sowie der internationale Flughafen in Türkistan benannt.

## Leben
Ahmed Yesevi war ein Nachfahre von Muhammad ibn al-Hanafīya, einem Sohn des vierten Kalifen Ali, Vetter und Schwiegersohn des Propheten Muhammad. Sein Vater Scheikh Ibrahim starb, als er noch ein kleiner Junge war und seine Familie in die Stadt Yasi (heutige kasachische Stadt Türkistan) zog. Dort wurde er Schüler von Arslan Baba, einem bekannten Murschid (Sufi-Lehrer) der dortigen Region. Nach dessen Tod ging Ahmed Yesevi nach Buchara, um seine Studien dort fortzusetzen, und wurde ein Schüler von Yusuf Hamadhani († 1140).
Später, nachdem Hamadhani verstorben war und Ahmed Yesevi noch eine Zeit lang in Buchara verbracht hatte, ging er zurück nach Yasi und trug dazu bei, dass dieser Ort zu einem Lehrzentrum in der kasachischen Steppe wurde. Im Alter von 63 Jahren zog er sich aus dem öffentlichen Leben zurück, woraufhin er sich eine unterirdische Einsiedlerzelle grub, in der er den Rest seines Lebens verbracht haben soll.
Sein Mausoleum wurde im Auftrag des Timuridenherrschers Timur zwischen 1389 und 1405 errichtet.